# Форд Пума (1997 – 2001)
„Форд Пума“ (Ford Puma) е модел малки спортни купета, произвеждани от европейския клон на „Форд“ в периода 1997 – 2001 година в Кьолн, Германия. Цената на колата варирала между 12 280 и 22 945 евро в зависимост от избрания двигател и аксесоари.

## Технически детайли
„Форд Пума“ е купе с три врати и 2+2 места. Колата е базирана на четвъртото поколение на „Форд Фиеста“, като сред промените спрямо него са новите двигатели, разработени съвместно с „Ямаха“.

### Двигатели
Колата разполага с 4 възможни двигателя:
| Двигател               | Мощност  | 0 – 100 km/h | Максимална скорост |
| ---------------------- | -------- | ------------ | ------------------ |
| 1.4 (1388 cm³) 16V     | 90 к.с.  | 11,9 s       | 180 km/h           |
| 1.6 (1596 cm³) 16V     | 103 к.с. | 10,4 s       | 190 km/h           |
| 1.7 (1679 cm³) 16V VCT | 123 к.с. | 9,2 s        | 203 km/h           |
| 1.7 (1679 cm³) 16V VCT | 153 к.с. | 7,9 s        | -                  |